# Eurytenes cinctiventris
Eurytenes cinctiventris är en stekelart som först beskrevs av Fischer 1959.  Eurytenes cinctiventris ingår i släktet Eurytenes och familjen bracksteklar. Inga underarter finns listade i Catalogue of Life.